# Eberjagd der Renaissancezeit (um 1500)

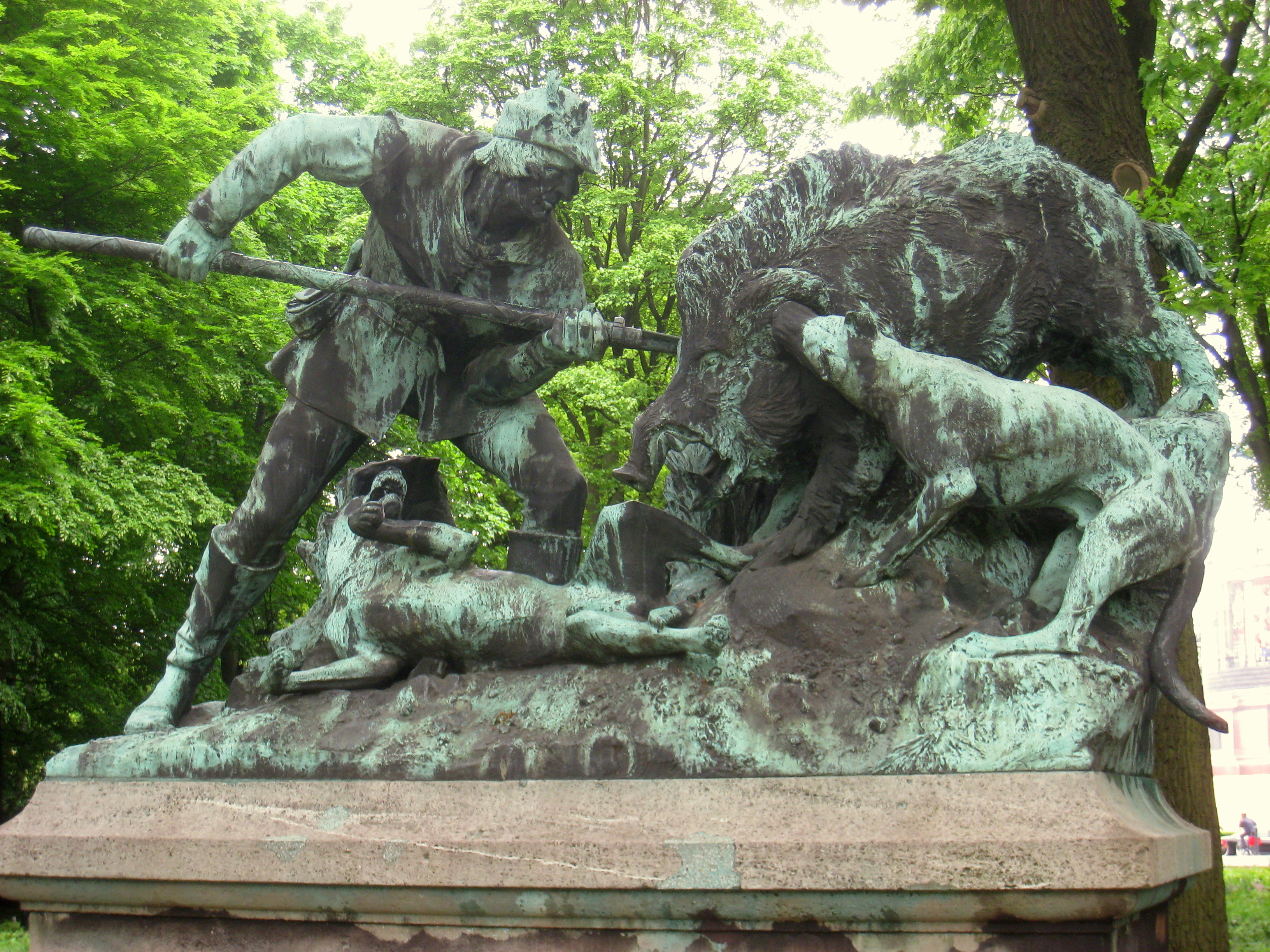
Skulptur Eberjagd der Renaissancezeit (um 1500)

Eberjagd der Renaissancezeit (um 1500) ist eine Außenskulptur von Karl Begas, die in der Fasanerieallee in Tiergarten, Berlin, aufgestellt wurde. Die Skulptur ist ein Teil des Denkmalbereichs Großer Tiergarten und steht unter Denkmalschutz.

## Geschichte
Die Skulptur ist ein Teil der von Kaiser Wilhelm II. im Tiergarten errichteten Jagdgruppen und Tierfiguren, die die Bedeutung des Tiergartens als ehemaliges fürstliches Jagdrevier der Hohenzollern diente. Sie wurde 1904 nach einem Entwurf vom Bildhauer Karl Begas in der Gießerei Lauchhammer gegossen.
Die vier Jagdskulpturen wurden 1904 bei der Anlage des Hubertusbrunnens am Großen Stern aufgestellt und 1938 bei der Umgestaltung des Großen Sterns an die Fasanerieallee versetzt.

## Beschreibung
Die Bronzeskulptur stellt die letzte Szene einer Eberjagd im Jahr 1500 dar. Es sind ein Jäger mit einer Saufeder, mehreren Hunden und der Eber zu sehen. Die Figuren stehen auf einem hohen Sockel aus Muschelkalk.